# 暗黑模式
暗黑模式（英語：dark pattern），又稱「詐欺性設計模式」（英語：deceptive pattern），是一種精心製作的用戶界面，目的是欺騙用戶進行某些操作，例如在購物時購買價格過高的保險或重複下訂。
使用者經驗設計師哈利·布里格尼爾（Harry Brignull）於2010年7月28日創造了這個新詞，並註冊了darkpatterns.org網站，這是一個以揭露和譴責詐欺性用戶介面為目標的模式資料庫網站。
在2021年，電子前哨基金會和《消費者報告》建立了一條舉報熱線，以便從大眾收集有關暗黑模式的資訊。

## 模式

### 隱私祖克化（Privacy Zuckering）
以臉書共同創辦人兼Meta Platforms執行長馬克·祖克柏的名字命名，隱私祖克化是一種欺騙性的做法，目的是讓用戶分享比他們原本打算更多的資訊。用戶可能會在不知情的狀況下交出這些資訊，或者被經過掩飾或延遲選擇不分享個人資料的選項誤導而提供個人資料。加州已通過了《加州消費者隱私法》的規定，限制企業使用這類做法。

### 誘導轉向（Bait-and-switch）
誘導轉向模式是宣傳一種免費或大幅折扣的產品或服務，而該產品或服務實際上完全無法取得或僅有少量存貨。在宣布產品售罄後，該頁面會開始顯示價格更高或質量較差的類似產品。

### 確認羞辱（Confirmshaming）
確認羞辱是利用羞辱手法來促使用戶採取行動，例如在網站中以一種讓用戶感到羞愧而只能接受的方式表達拒絕收到電子報的選項，諸如「不，我一點都不在乎」等文字。

### 誤導（Misdirection）
在軟體安裝程式中常見的誤導手法，是以一個典型的「繼續」按鈕形式向用戶展示，一種暗黑模式會以一個顯眼的「我接受這些條款」按鈕，要求用戶接受與他們預期要安裝的程式無關的另一個程式的條款。由於用戶通常會出於習慣而接受這些條款，因此可以隨後安裝這些無關的程式，軟體開發者之所以這樣做，是因為無關程式的開發者會為每個他們獲得的安裝量付費。在安裝程式中允許用戶跳過安裝無關程式的替代路徑，通常不那麼顯眼，或者看起來違反直覺（比如拒絕服務條款）。
一些要求非必要資訊的網站也使用了誤導手法，例如用戶在一個網頁上填入帳號和密碼，點擊「下一步」按鈕後，該網頁要求用戶提供電子郵件地址，而且只有「下一步」按鈕是唯一可以點擊的選項。他將在不輸入資訊的情況下按「下一步」的選項隱藏起來。在某些情況下，網頁會將跳過此步驟的方法顯示為一個很小、與背景顏色接近的連結而不是一個按鈕，因此對用戶來說不太明顯。其他範例包括提供「輸入朋友的電子郵件地址以邀請他們」的網站、上傳個人頭像或選擇興趣等方式。
混淆用語可能也拿來欺騙用戶，使其正式接受他們認為具有相反含義的選項，例如使用雙重否定的個人數據處理同意按鈕，如「不要不出售我的個人資料」。

### 蟑螂屋（Roach motel）
蟑螂屋或漁簍模式提供了一條容易或直接進入，但卻難以退出的路徑，例如有些企業要求訂閱者列印並郵寄他們的退訂申請。在2021年，美國聯邦貿易委員會宣布將加強對蟑螂屋等欺騙消費者訂閱或難以取消的暗黑模式執法，貿易委員會已經訂定了與資訊透明度和清晰度、明確的知情且同意、簡單易行的取消等主要要求。
例如在2020年美國總統選舉期間，唐納德·川普的WinRed競選活動採用了類似的暗黑模式，將用戶引導至承諾每月定期捐款的選項。

## 相關研究
在2016年和2017年，有些研究記錄了社群媒體使用暗黑模式的反隱私作法。2018年，挪威消費者協會（Forbrukerrådet）發表一份名為《被設計欺騙》的報告，該報告探討了Facebook、Google和微軟的詐欺性用戶界面設計。2019年的一項研究調查了11,000個購物網站的做法，總共識別了1,818種暗黑模式，並將它們分為15個種類。
截至2022年4月的研究發現，暗黑模式在市場上仍然普遍存在，該研究並強調大眾、研究人員和監管機構應該要有進一步審查這些作法的必要。
根據歐洲聯盟《一般資料保護規範》（GDPR），所有公司在收集、使用和處理客戶的個人資料之前，必須從客戶獲得明確且自願的同意。一項2020年的研究發現，科技巨頭公司通常使用詐欺性用戶界面，以阻止他們的用戶選擇退出。2022年歐洲委員會的一份報告指出，在歐盟消費者最常使用的網站和應用程式中，有97%至少使用了一種暗黑模式。
一份關於廣告網路文件的研究顯示，提供給行動應用程式開發人員的資訊主要集中在法律遵循上，並將這些決策的責任放在開發人員身上。此外，範例程式和設定通常具有對隱私不友善的預設設置，並挾帶有暗黑模式，以引導開發人員的決策朝向隱私不友善的選項，例如分享敏感資訊以增加收入。

## 合法性
誘導轉向屬於一種違反美國法律的詐騙形式。歐盟《一般資料保護規範》要求用戶對其個人資料的處理給予明確、自願和針對個人資料每一次使用的特定知情同意，這些規定的目的在於防止企圖讓用戶在不知情的情況下默認接受所有資料處理的行為。
在2019年4月，英國資訊委員會辦公室（ICO）提出了一項針對社群網路服務在未成年人使用時的「適齡設計規範」，禁止使用暗示手法來引導用戶選擇隱私設定較低的選項。該規範源自2018年的《資料保護法》，並自2020年9月2日生效。
在2019年4月9日，美國參議員德布·菲舍尔和馬克·華納提出了《網路用戶陷阱減少法案》（DETOUR Act），該法案將使擁有超過1億月活躍用戶的公司在徵詢使用用戶個人資料的同意時使用暗黑模式成為非法行為。
在2021年3月，加州通過修訂《加利福尼亞州消費者隱私法》，禁止使用具有「實質損害消費者選擇退出權利」的詐欺性用戶界面。
在2021年10月，美國聯邦貿易委員會發布了一份政策執行聲明，宣示打擊使用暗黑模式的企業，因為這些暗黑模式欺騙或使消費者掉入陷阱而訂閱服務。由於投訴數量上升，該機構正透過執行消費者保護法以做出回應。
根據歐洲資料保護委員會，GDPR第5.1.a條所確立的公平處理原則是評估一個設計模式是否實際構成暗黑模式的起點。
在2022年，紐約州檢察總長詹樂霞因Fareportal使用欺騙性行銷手法販賣機票和飯店客房而罰款260萬美元，澳洲聯邦法院因智遊網集團旗下的Trivago誤導消費者支付更高價格預定飯店客房而罰款4470萬澳元。
在2023年3月，美國聯邦貿易委員會因《堡壘之夜》開發商Epic Games使用暗黑模式欺騙用戶進行消費而對其罰款2.45億美元。這2.45億美元將用於退還受影響的用戶，是貿易委員會在遊戲案件中有史以來最大的發出退款金額。

## 外部連結
- Deceptive Design (formerly darkpatterns.org) （页面存档备份，存于）
- Tip line （页面存档备份，存于）
- Dark patterns （页面存档备份，存于） 在普渡大學UX教育和實務實驗室